# Человек-невидимка (телесериал, 1984)
«Человек-невидимка» (англ. The Invisible Man) — шестисерийный телесериал на основе одноименного научно-фантастического романа Герберта Уэллса, показанный в период с сентября по октябрь 1984 года телекомпанией Би-би-си в Великобритании. Был создан в рамках проекта канала BBC 1 «Classic Serial strand», в который были включены многочисленные телевизионные адаптации классических романов, показываемые по воскресеньям. Главную роль исполнил Пип Донахи (Donaghy). Сюжет практически не отличается от оригинала в книге: неуравновешенный учёный, открывший формулу, с помощью которой можно сделать человека невидимым, доходит до безумия в своей неспособности создать формулу, обратно возвращающую видимость, и начинает терроризировать окружающих. Из всех многочисленных кино- и телеадаптаций книги Уэллса эта остается на сегодняшний день наиболее близкой к оригинальному тексту. Серия была адаптирована сценаристом Джеймсом Эндрю Холлом (Hall) и режиссёром Брайаном Лайтхиллом (Lighthill).

## Серии
| # | Название                         | Дата первого показа |
| --- | -------------------------------- | ------------------- |
| 1 | «Появление незнакомца»           | 4 сентября 1984     |
| Зловещий незнакомец приезжает в небольшую, тихую деревню Айпинг, где он снимает номер в местной гостинице. Хозяев, мистера и миссис Халл, сразу же тревожит причудливая внешность их гостя: его голова полностью завёрнута в бинты, глаза скрыты под большими тёмными очками, а тело, несмотря на летнюю жару, облачено в толстое чёрное пальто. Местные жители с подозрением относятся к странному человеку, который, как кажется, проводит в своей комнате какие-то научные эксперименты, и мистер и миссис Халл начинают сомневаться, правильно ли они сделали, что пустили к себе этого незнакомца... |                                  |                     |
| 2 | «Разоблачение незнакомца»        | 11 сентября 1984    |
| Так как поведение незнакомца становится всё более и более подозрительным и он задерживает оплату за номер, мистер и миссис Халл начинают опасаться, что за его одеянием скрывается страшная тайна. Когда мистер и миссис Халл решаются, наконец, попросить незнакомца съехать, тот их страшно поражает, снимая свои бинты и показывая, что он является полностью невидимым. |                                  |                     |
| 3 | «Визит мистера Марвела в Айпинг» | 18 сентября 1984    |
| Убежав из гостиницы, человек-невидимка угрозами вынуждает бродягу по имени Томас Марвел помочь ему вернуть его исследовательские книги из гостиницы. Томас Марвел предаёт человека-невидимку, и тот пытается убить его, но сам получает огнестрельное ранение. |                                  |                     |
| 4 | «Гость доктора Кемпа»            | 25 сентября 1984    |
| Человек-невидимка скрывается в доме молодого врача по имени Кемп (играет Дэвид Гвиллим). Он показывает своё истинное лицо Кемпу - он Гриффин, старый университетский коллега Кемпа. |                                  |                     |
| 5 | «Главные принципы»               | 2 октября 1984      |
| Оправившись от огнестрельного ранения, человек-невидимка рассказывает Кемпу историю о том, как после окончания университета он открыл формулу невидимости, но, став невидимым и попав на улицы Лондона, едва там выжил. С тех пор он пытается вернуть себе видимость; кроме того, имеет и другие планы, в которых рассчитывает на Кемпа ... |                                  |                     |
| 6 | «Охота на человека-невидимку»    | 9 октября 1984      |
| Когда Гриффин говорит, что намерен начать террор и терроризировать окрестности с помощью своей невидимости, Кемп понимает, что Гриффин сошел с ума и вызывает полицию. Чувствуя, что его предали, Гриффин объявляет, что Кемп будет первым человеком, убитым его террором. Полиция вместе с Кемпом придумывает план, чтобы остановить Гриффина, пока не поздно. |                                  |                     |

## Принятие
Хотя изначально показ сериала, как и других классических сериалов Би-би-си, планировался по воскресеньям, в итоге он стал идти по вечерам вторника, после того как руководитель отдела драматургии Би-би-си заявил, что он «слишком страшный, чтобы показывать его по воскресеньям … слишком ужасающий». Реакция аудитории была сдержанной; в среднем каждую серию смотрело 7400000 зрителей с общим процентом одобрения 49. По мере выхода новых серий рейтинг снижался; некоторым казалось, что сюжетная линия затянута, эпизоды были слишком короткими и что этому роману не идет быть выпущенным в форме сериала. Тем не менее игра Пипа Донахи была хорошо принята. Несмотря на то, что сериал не был особенно успешным дома, он пользовался большим успехом за рубежом, особенно в Советском Союзе, где его посмотрели более 64 миллионов зрителей (показ состоялся 14 и 14 декабря 1985 года). Сериал никогда не повторялся по Би-би-си и оставался почти забытым, пока в 2005 году не вышел DVD-релиз.

## Отличия от романа
Хотя сюжетная линия сериала очень близка к оригинальному текста Уэллса, есть несколько ключевых отличий:
- Сюжетная линия романа происходит в течение нескольких месяцев, начиная с середины зимы и заканчивается в начале весны. В сериале этот отрезок был сокращен до одного месяца, и вся история происходит в середине лета. Согласно сценаристу Джеймсу Эндрю Халлу это было сделано, чтобы подчеркнуть необычность первого появления невидимки, который, несмотря на летнюю жару, появляется в закрывающей все тело одежде.
- Деревня Айпинг в реальности расположена на границе между Сассексом и Кентом, как и написано в романе Уэллса, но в сериале она находится на границе между Сомерсетом и Девоном.
- Дополнительный персонаж вставляется в воспоминаниях Гриффина — профессор Хоббема, которому Гриффин излагает свои представления о невидимости.
- Хотя доктор Кемп впервые появляется в середине сериала, как и в книге, в сериале его имя звучит на более ранней стадии, в сцене в трактире, когда Гриффин читает статью об оптической плотности, написанную Кемпом, и понимает, что это тот самый человек, с которым он однажды работал. Это было сделано, чтобы убрать случайное совпадение, существующее в романе, где Гриффин ищет убежища в доме Кемпа не зная, что дом принадлежит Кемпу, натыкается на дом чисто случайно.
- Эпилог в конце фильма немного отличается от книги. В книге Томас Марвел на деньги, украденные невидимкой, открывает свой собственный паб, назвав его «Человек-невидимка», в котором днем он рассказывает клиентам историю своей встречи с Гриффином, а по ночам пытается расшифровать научные журналы человека-невидимки. В финальной сцене сериала Марвел все ещё бродяга, и, сидя на сломанной телеге и пытаясь прочитать тетради Гриффина, ведет разговор с огородным чучелом, которое напоминает ему перевязанного бинтами человека-невидимку.